# Cynoglossus capensis
Cynoglossus capensis es una especie de pez de la familia Cynoglossidae en el orden de los Pleuronectiformes.

## Distribución geográfica
Se encuentran al sureste del  Atlántico (desde Namibia hasta KwaZulu-Natal).